# Cucullia argentivitta
Cucullia argentivitta là một loài bướm đêm trong họ Noctuidae.